# Società Ginnastica Gallaratese 1942-1943
Questa voce raccoglie le informazioni riguardanti la Società Ginnastica Gallaratese nelle competizioni ufficiali della stagione 1942-1943.

## Rosa
| N. |                   | Ruolo | Calciatore        |
| -- | ----------------- | ----- | ----------------- |
|    | Italia (bandiera) | D     | A. Alberganti     |
|    | Italia (bandiera) | A     | Ugo Argentieri    |
|    | Italia (bandiera) | C     | Mario Bergamaschi |
|    | Italia (bandiera) | A     | Giovanni Bertuzzi |
|    | Italia (bandiera) | C     | M. Bielli         |
|    | Italia (bandiera) | A     | Romeo Brusorio    |
|    | Italia (bandiera) | A     | Amedeo Cabiati    |
|    | Italia (bandiera) | A     | Franco Canavesi   |
|    | Italia (bandiera) | D     | Franco Cardani    |
|    | Italia (bandiera) | P     | Fernando Casirago |
|    | Italia (bandiera) | D     | L. Chinotti       |
|    | Italia (bandiera) | C     | Camillo Dusio     |
|    | Italia (bandiera) | C     | Ernesto Ferrazzi  |
|    | Italia (bandiera) | C     | C. Franchini      |
|    | Italia (bandiera) | D     | Renzo Gardini     |

| N. |                   | Ruolo | Calciatore         |
| -- | ----------------- | ----- | ------------------ |
|    | Italia (bandiera) | A     | E. Gasparetti      |
|    | Italia (bandiera) | C     | Alfredo Gilardo    |
|    | Italia (bandiera) | A     | Renato Giuliani    |
|    | Italia (bandiera) | C     | Vittorio Ghirlanda |
|    | Italia (bandiera) | C     | Rino Lattuada      |
|    | Italia (bandiera) | A     | I. Maroni          |
|    | Italia (bandiera) | A     | L. Mazzucchelli    |
|    | Italia (bandiera) | C     | S. Minoli          |
|    | Italia (bandiera) | A     | Francesco Oldrini  |
|    | Italia (bandiera) | A     | Otello Subinaghi   |
|    | Italia (bandiera) | D     | F. Tondini         |
|    | Italia (bandiera) | C     | C. Totò            |
|    | Italia (bandiera) | D     | Miro Tremolada     |
|    | Italia (bandiera) | C     | Danilo Venturi     |

## Partenze 1945
La seguente lista di trasferimento è stata tratta dall'edizione nord della Gazzetta dello sport conservata dalla Biblioteca Comunale Centrale "Sormani" di Milano presso il suo magazzino decentrato di Via Quaranta e pubblicata in data 30 settembre 1945.
| Cessioni | Cessioni              | Cessioni | Cessioni      |
| -------- | --------------------- | -------- | ------------- |
| .        | Luigi Angiolini       | ???      | definitivo    |
| .        | Ugo Argentieri        | ???      | fine prestito |
| .        | Luigi Asnaghi         | ???      | definitivo    |
| .        | Italo Bardelli        | ???      | prestito      |
| .        | Mario Bergamaschi     | ???      | definitivo    |
| .        | Giovanni Bertuzzi     | ???      | fine prestito |
| .        | Felice Bocciardi      | ???      | definitivo    |
| .        | Ermanno Bolchini      | ???      | definitivo    |
| .        | Giancarlo Bossi       | ???      | definitivo    |
| .        | Romeo Brusorio        | ???      | prestito      |
| .        | Franco Canavesi       | ???      | definitivo    |
| .        | Ferruccio Canesi      | ???      | definitivo    |
| .        | Germano Canesi        | ???      | definitivo    |
| .        | Luigi Canzi           | ???      | definitivo    |
| .        | Enea Centemeri        | ???      | definitivo    |
| .        | Antonio Checchi       | ???      | prestito      |
| .        | Giuseppe Chierichetti | ???      | definitivo    |
| .        | Valmore Coerezza      | ???      | definitivo    |
| .        | Ambrogio Colombo      | ???      | definitivo    |
| .        | Luciano Colombo       | ???      | definitivo    |
| .        | Agostino Corbani      | ???      | prestito      |
| .        | Caiazzo Cova          | ???      | prestito      |
| .        | Abele Da Col          | ???      | definitivo    |
| .        | Innocente De Galeazzi | ???      | definitivo    |
| .        | Camillo Dusio         | ???      | definitivo    |
| .        | Carlo Felisi          | ???      | definitivo    |
| .        | Ernesto Ferrazzi      | ???      | definitivo    |
| .        | Erminio Filippini     | ???      | definitivo    |
| .        | Carlo Galli           | ???      | definitivo    |
| .        | Luigi Galli           | ???      | definitivo    |
| .        | Renzo Gardini         | ???      | definitivo    |
| .        | Riccardo Gastaldi     | ???      | definitivo    |
| .        | Angelo Ghiringhelli   | ???      | prestito      |

| Cessioni | Cessioni             | Cessioni | Cessioni      |
| -------- | -------------------- | -------- | ------------- |
| .        | Piero Gianini        | ???      | prestito      |
| .        | Ermanno Giorgetti    | ???      | definitivo    |
| .        | Renato Giuliani      | ???      | definitivo    |
| .        | Giovanni Granotti    | ???      | definitivo    |
| .        | Pierino Granotti     | ???      | fine prestito |
| .        | Giuseppe Guenzani    | ???      | definitivo    |
| .        | Arturo Macchi        | ???      | definitivo    |
| .        | Luxio Mangiafico     | ???      | definitivo    |
| .        | Adelfo Manzini       | ???      | definitivo    |
| .        | Carlo Marcora        | ???      | definitivo    |
| .        | Francesco Martinelli | ???      | definitivo    |
| .        | Edoardo Milanesi     | ???      | definitivo    |
| .        | Luigi Minoli         | ???      | definitivo    |
| .        | Mario Monciardini    | ???      | definitivo    |
| .        | Luigi Montalbetti    | ???      | definitivo    |
| .        | Felice Moroni        | ???      | fine prestito |
| .        | Francesco Oldrini    | ???      | definitivo    |
| .        | Giorgio Palmisi      | ???      | definitivo    |
| .        | Dino Paracchini      | ???      | definitivo    |
| .        | Emilio Pedrotti      | ???      | definitivo    |
| .        | Antonino Pietta      | ???      | definitivo    |
| .        | Franco Piotti        | ???      | definitivo    |
| .        | Angelo Rigamonti     | ???      | definitivo    |
| .        | Narciso Sacchiero    | ???      | definitivo    |
| .        | Aldo Sironi          | ???      | definitivo    |
| .        | Otello Subinaghi     | ???      | definitivo    |
| .        | Giuseppe Tresoldi    | ???      | prestito      |
| .        | Aldo Vergani         | ???      | definitivo    |
| .        | Enrico Vincenzi      | ???      | definitivo    |
| .        | Romano Zeni          | ???      | prestito      |
| .        | Pietro Zibetti       | ???      | definitivo    |
| .        | Carlo Zocchi         | ???      | definitivo    |